# Helmet Rock
Helmet Rock är en kulle i Antarktis. Den ligger i Östantarktis. Nya Zeeland gör anspråk på området.
Terrängen runt Helmet Rock är varierad. Havet är nära Helmet Rock åt nordost.  Trakten är obefolkad. Det finns inga samhällen i närheten. 